# Seznam obcí v departementu Val-de-Marne

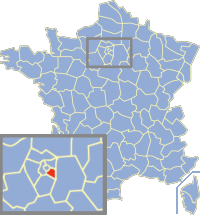
Val-de-Marne

Toto je seznam obcí v departementu Val-de-Marne ve Francii, jichž je celkem 47:
| INSEE | PSČ   | Obec                     |
| ----- | ----- | ------------------------ |
| 94001 | 94480 | Ablon-sur-Seine          |
| 94002 | 94140 | Alfortville              |
| 94003 | 94110 | Arcueil                  |
| 94004 | 94470 | Boissy-Saint-Léger       |
| 94011 | 94380 | Bonneuil-sur-Marne       |
| 94015 | 94360 | Bry-sur-Marne            |
| 94016 | 94230 | Cachan                   |
| 94017 | 94500 | Champigny-sur-Marne      |
| 94018 | 94220 | Charenton-le-Pont        |
| 94019 | 94430 | Chennevières-sur-Marne   |
| 94021 | 94550 | Chevilly-Larue           |
| 94022 | 94600 | Choisy-le-Roi            |
| 94028 | 94000 | Créteil                  |
| 94033 | 94120 | Fontenay-sous-Bois       |
| 94034 | 94260 | Fresnes                  |
| 94037 | 94250 | Gentilly                 |
| 94038 | 94240 | L'Haÿ-les-Roses          |
| 94041 | 94200 | Ivry-sur-Seine           |
| 94042 | 94340 | Joinville-le-Pont        |
| 94043 | 94270 | Le Kremlin-Bicêtre       |
| 94044 | 94450 | Limeil-Brévannes         |
| 94046 | 94700 | Maisons-Alfort           |
| 94047 | 94520 | Mandres-les-Roses        |
| 94048 | 94440 | Marolles-en-Brie         |
| 94052 | 94130 | Nogent-sur-Marne         |
| 94053 | 94880 | Noiseau                  |
| 94054 | 94310 | Orly                     |
| 94055 | 94490 | Ormesson-sur-Marne       |
| 94056 | 94520 | Périgny                  |
| 94058 | 94170 | Le Perreux-sur-Marne     |
| 94059 | 94420 | Le Plessis-Trévise       |
| 94060 | 94510 | La Queue-en-Brie         |
| 94065 | 94150 | Rungis                   |
| 94067 | 94160 | Saint-Mandé              |
| 94068 | 94100 | Saint-Maur-des-Fossés    |
| 94069 | 94410 | Saint-Maurice            |
| 94070 | 94440 | Santeny                  |
| 94071 | 94370 | Sucy-en-Brie             |
| 94073 | 94320 | Thiais                   |
| 94074 | 94460 | Valenton                 |
| 94075 | 94440 | Villecresnes             |
| 94076 | 94800 | Villejuif                |
| 94077 | 94290 | Villeneuve-le-Roi        |
| 94078 | 94190 | Villeneuve-Saint-Georges |
| 94079 | 94350 | Villiers-sur-Marne       |
| 94080 | 94300 | Vincennes                |
| 94081 | 94400 | Vitry-sur-Seine          |